# Pastoorsbrug
De Pastoorsbrug (brug 55) is een vaste brug in Amsterdam-Centrum.
De brug is gelegen in de zuidelijke kade van de Brouwersgracht en voert over de Keizersgracht. Het is daarmee de noordelijkste brug over die gracht die aan de andere zijde van de Brouwersgracht niet verder gaat. De brug, zelf vanwege haar relatief jonge leeftijd geen monument, is omringd door rijksmonumenten. De brug deelt de kademuur met brug 56, een gemeentelijk monument.
Hier lag al eeuwen een brug. Op een kaart van 1616/1617 waarop de verkaveling is aangegeven staat al een brug aangegeven. Ook de kaart van Balthasar Florisz. van Berckenrode uit 1625 laat hier een brug zien over de Keysers Graft in de Brouwers Graft.
De moderne geschiedenis van de brug begint in juni 1884. Er lag toen een houten brug. De gemeente schreef een aanbesteding uit voor het "vernieuwen in ijzer van de loopbrug" en de "levering van ruim 5 ton balkijzer". De ijzeren brug met houten planken op ijzeren jukken was begin 1885 gereed. De brug zorgde steeds meer voor oponthoud in het doorgaande verkeer op de Brouwersgracht. De situatie met de voetgangers- en fietsersbrug hield echter aan tot juni 1963. Pas toen greep de gemeente Amsterdam in en maakte een budget van 360.000 gulden vrij voor de aanleg van een verkeersbrug. Er werd toen besloten een welfbrug met drie doorvaarten aan te leggen. Deze zou beter in het stadsbeeld passen dan een moderne brug. Het bleek volgens Frank V. Smit achteraf een goede ingreep te zijn geweest. De gebouwen rondom de brug werden eveneens gerenoveerd, waarbij oog bleef bestaan voor het oude karakter van de gebouwen. Hij omschreef het als "terugrestaureren". 
Waar de naam van Pastoorsbrug vandaan komt is niet (meer) duidelijk, men vermoedt dat het te maken kan hebben een nabijgelegen schuilkerk op nummer 22 uit circa 1663 en haar vervanger de Sint Ignatiuskerk (ook wel De Zaaier) uit 1837. Een andere bijnaam voor de brug is Kippenbrug, dat terugvoert op de algemene term voor voetgangersbruggen in Amsterdam.

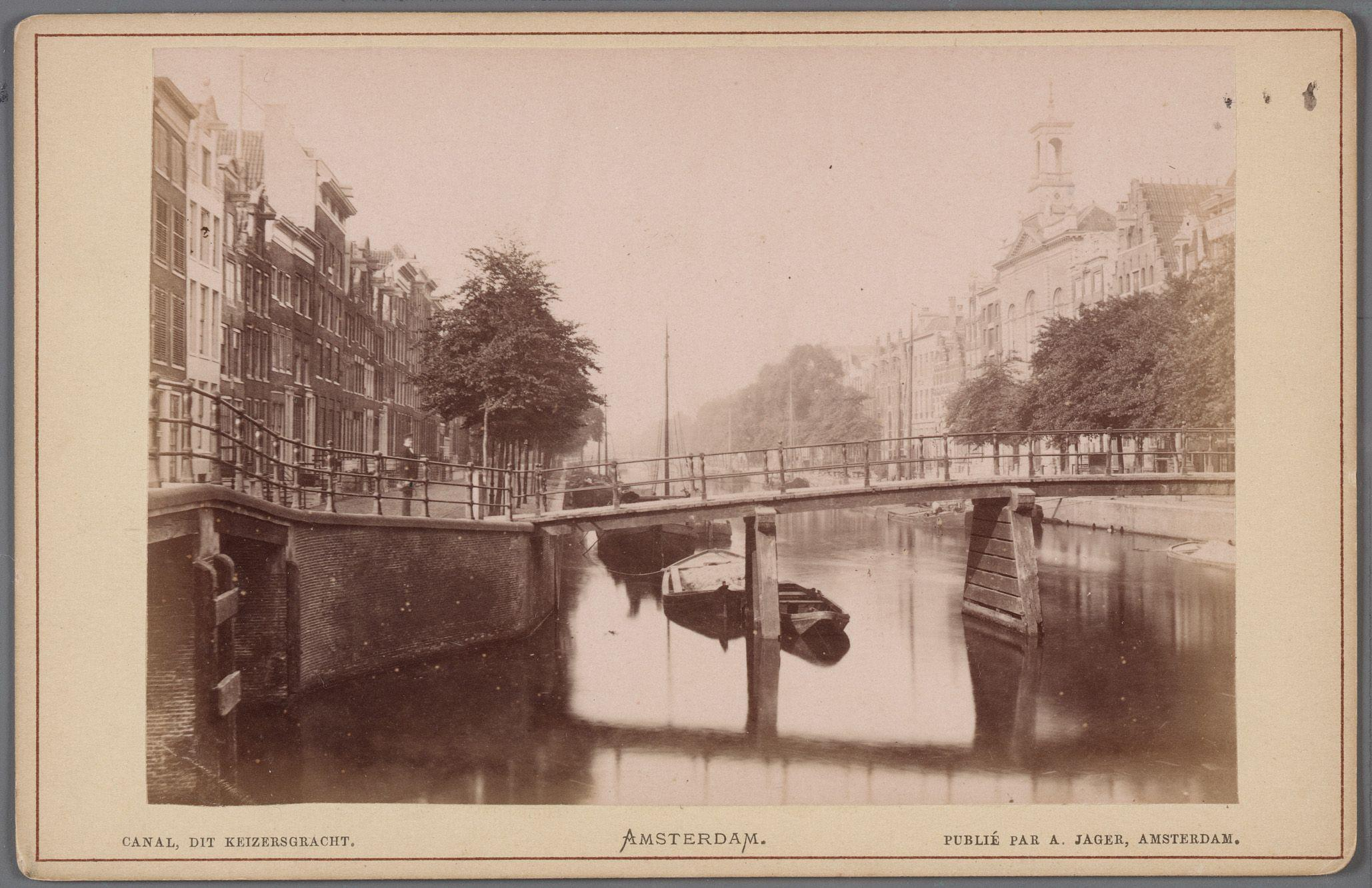
De houten brug, vlak voor de vernieuwing in 1884

1 · 2 · 3 · 4 · 5 · 6 · 7 · 8 · 9 · 10 · 11 · 12 · 13 · 14 · 15 · 16 · 17 · 18 · 19 · 20 · 21 · 22 · 23 · 24 · 25 · 26 · 27 · 28 · 29 · 30 · 31 · 32 · 34 · 35 · 36 · 37 · 38 · 39 · 40 · 41 · 42 · 43 · 44 · 45 · 46 · 47 · 48 · 49 · 50 · 51 · 52 · 53 · 54 · 55 · 56 · 57 · 58 · 59 · 60 · 61 · 62 · 63 · 64 · 65 · 66 · 67 · 68 · 69 · 70 · 71 · 72 · 73 · 74 · 75 · 76 · 77 · 78 · 79 · 80 · 81 · 82 · 84 · 85 · 86 · 87 · 88 · 89 · 90 · 91 · 92 · 93 · 94 · 95 · 96 · 97 · 98 · 99 · >>>
Brugnummers 33 en 83 zijn niet (meer) vergeven